# Castell Nou de Beuda del Pla
Castell Nou de Beuda del Pla és un monument del municipi de Beuda (Garrotxa) declarat bé cultural d'interès nacional.

## Història
La família Queixàs apareix com a propietària del castell roquer anomenat Castellot. L'any 1308, el cavaller Jaume Berenguer de Queixàs tenia propietats a Beuda. Berenguer Andreu de Queixàs, senyor del castell de Beuda, es casà amb Elisabet senyora del castell de l'Hostal. L'any 1360 apareix com a propietari del Castellot el senyor de Queixàs, per llegat familiar.
Al segle xv la família Queixàs es construí un castell gòtic al pla, prop de l'església, sembla que ampliant una construcció més antiga amb incorporacions gòtiques. En la façana d'aquesta fortalesa tardana hi ha l'escut de la família i és anomenada, precisament, mas Queixàs. És possible que a l'època medieval tardana, el castell roquer fos abandonat.

## Descripció

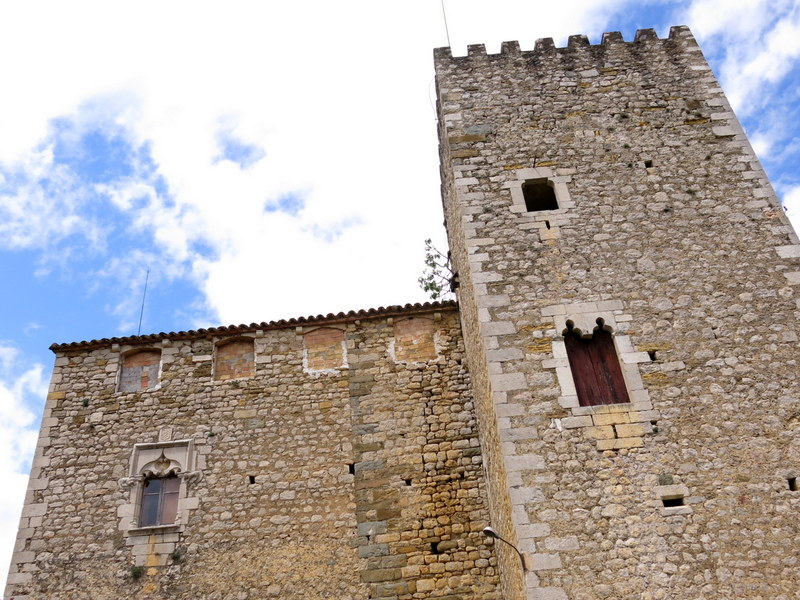
Castell Nou de Beuda. (maig 2014)

Construcció del segle xv bastida sobre un edifici més antic. Està format per tres cossos de diferent alçada. El cos principal és de planta rectangular i teulat a dues aigües amb els vessants vers les façanes principals. La porta principal és d'arc de mig punt adovellat i la resta d'obertures tenen la llinda i els brancals realitzades amb carreus ben tallats mentre que la resta dels murs es realitzaren en pedra poc desbastada. Algunes de les finestres tenen decoració gòtica amb un arc conopial calat esculpit a la llinda i figures animals a les impostes. A la part superior són visibles els antics merlets tapiats per fer unes golfes. A la façana posterior hi ha annex un altre cos d'alçada inferior i amb la teulada perpendicular a la del cos principal. Aquí també són visibles sota la teulada els antics merlets tapiats.
El tercer cos és la torre de l'homenatge, que disposa de planta baixa, amb el mur atalussat, i tres pisos superiors. Una de les finestres del segon pis té dos arquets trilobats sense la columna central. Després de les restauracions es substituí el teulat a dues aigües per un de pla amb merlets. Es pot afirmar que aquesta és la part antiga del castell. Actualment, l'interior de l'edifici es troba estructurat de manera semblant a una masia de mitjans del segle xx,